# Poassa
Poassa is een geslacht van hooiwagens uit de familie Manaosbiidae.
De wetenschappelijke naam Poassa is voor het eerst geldig gepubliceerd door Roewer in 1943. 

## Soorten
Poassa is monotypisch en omvat slechts de volgende soort:
- Poassa limbata